# Patrick D’Rozario
Patrick D’Rozario, C.S.C. (Padrishibpur, 1 de outubro de 1943) é um arcebispo bengalês da Igreja Católica, arcebispo emérito de Daca.

## Biografia
Pertence à Congregação da Santa Cruz, fez sua profissão de fé em 14 de junho de 1972. Ele foi ordenado sacerdote em 8 de outubro de 1972.
Eleito primeiro Bispo de Rajshahi em 21 de maio de 1990, passou a organizar a nova diocese. Foi consagrado em 12 de setembro, por Theotonius Gomes, C.S.C., bispo de Dinajpur, tendo como co-sagrantes Michael Rozario, arcebispo de Daca e Piero Biggio, pro-núncio apostólico no país. Em 3 de fevereiro de 1995 foi transferido para a sé da Chatigão, a segunda maior do país.
Em 25 de novembro de 2010, ele foi nomeado pelo Papa Bento XVI como arcebispo-coadjutor de Daca, tornando-se metropolita em 22 de outubro de 2011.
Em 9 de outubro de 2016, durante o Angelus, o Papa Francisco anunciou a sua criação como cardeal no Consistório Ordinário Público de 2016. Em 19 de dezembro, recebeu o anel cardinalício, o barrete e o título de cardeal-presbítero de Nossa Senhora do Santíssimo Sacramento e Santos Mártires Canadenses. É membro do Dicastério para o Serviço do Desenvolvimento Humano Integral.